# Танью (река)
Танью (устар. Тань-Ю) — река в Шурышкарском районе Ямало-Ненецкого АО.

## Происхождение названия
Гидроним «Танью» зырянский: «Тань» — имя собственное, «ю» — река. Река мужчины по имени Тань.

## Описание
Длина реки — 100 км. Высота устья — 42 м над уровнем моря.
Четыре реки Хойла, Левая Пайера, Правая Пайера, Бурхойла сливаются и дают исток пятой реке Танью. Это место туристы и местные называют «Пятиречье». В верхнем течении река течёт на юг, имеет каменистое русло с прозрачной водой. Обогнув урочище Тань-Ю-Нюр с восточной стороны, поворачивает на юго-запад. По мере продвижения к устью русло становится песчаным. Впадает в озеро Варчато с северо-восточной его стороны.
В верховьях Танью богата хариусом, в среднем и нижнем течении хариус уступает место окуню и щуке.
Река популярна у туристов и любителей рыбной ловли.

## Данные водного реестра
По данным государственного водного реестра России относится к Нижнеобскому бассейновому округу, водохозяйственный участок реки — Обь от впадения реки Северная Сосьва до города Салехард, речной подбассейн реки — бассейны притоков Оби ниже впадения Северной Сосьвы. Речной бассейн реки — (Нижняя) Обь от впадения Иртыша.

## Галерея

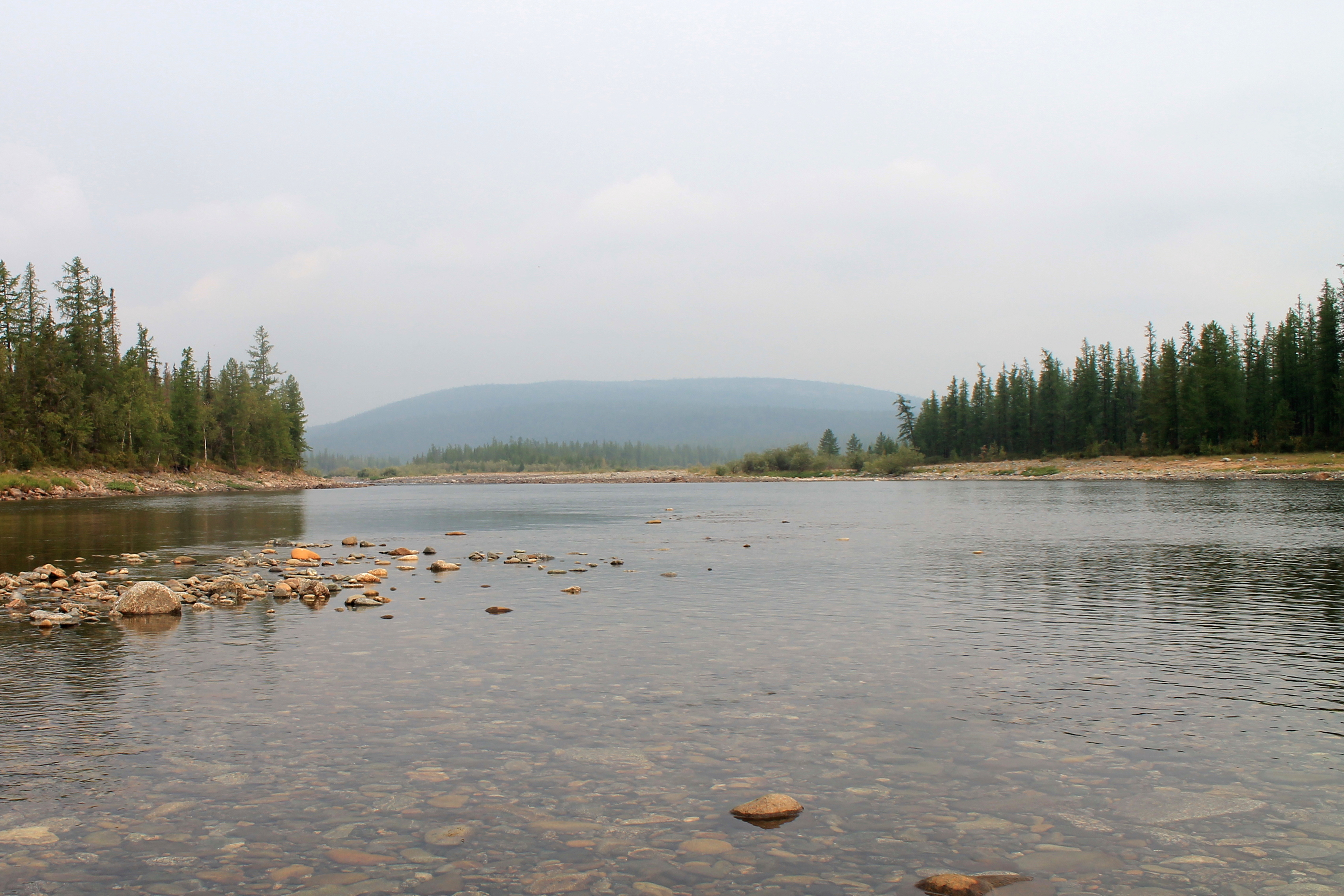
Прозрачная вода Танью в верховьях
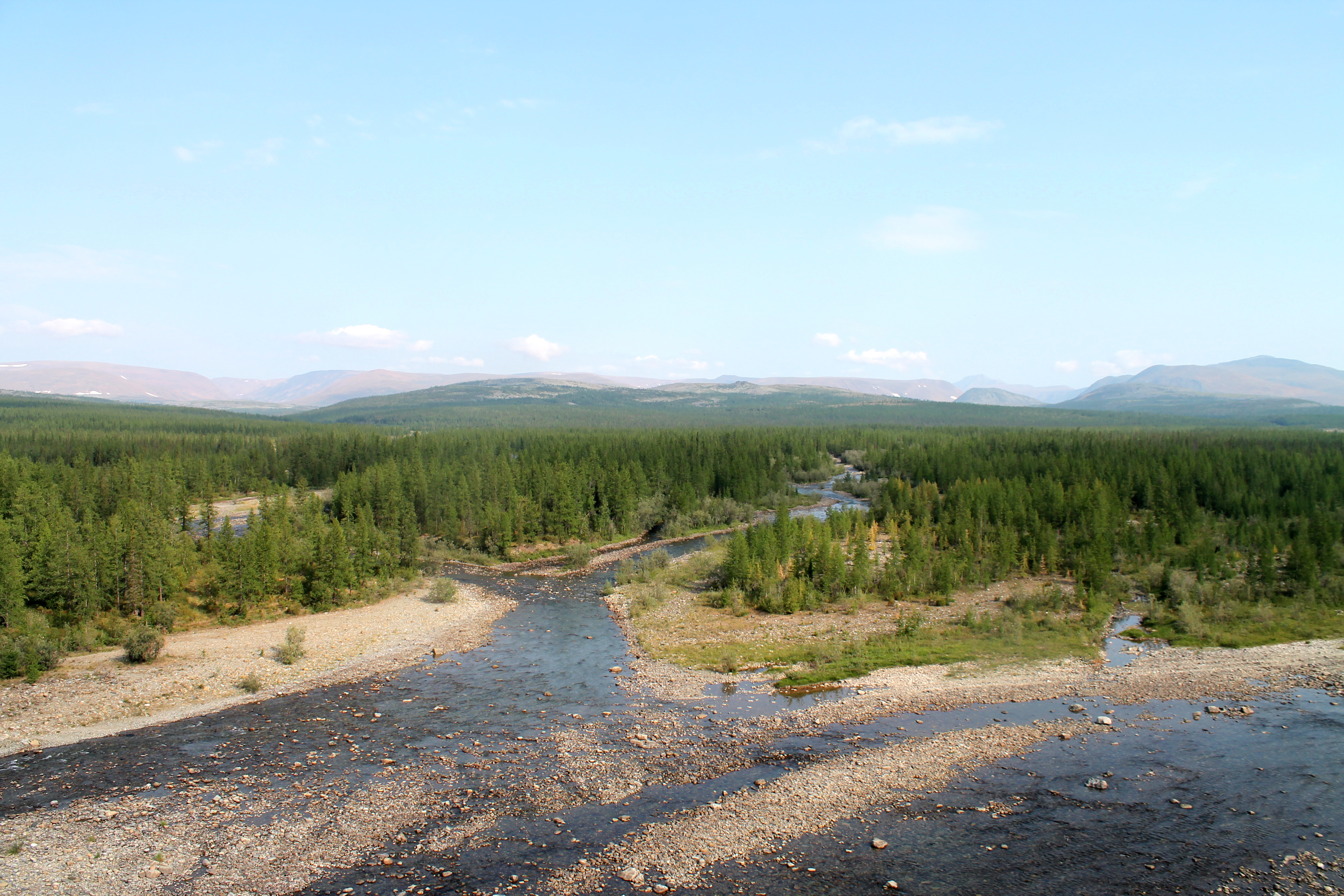
Пятиречье в засушливое лето (слева направо реки: Правая Пайера, Левая Пайера, Бурхойла)
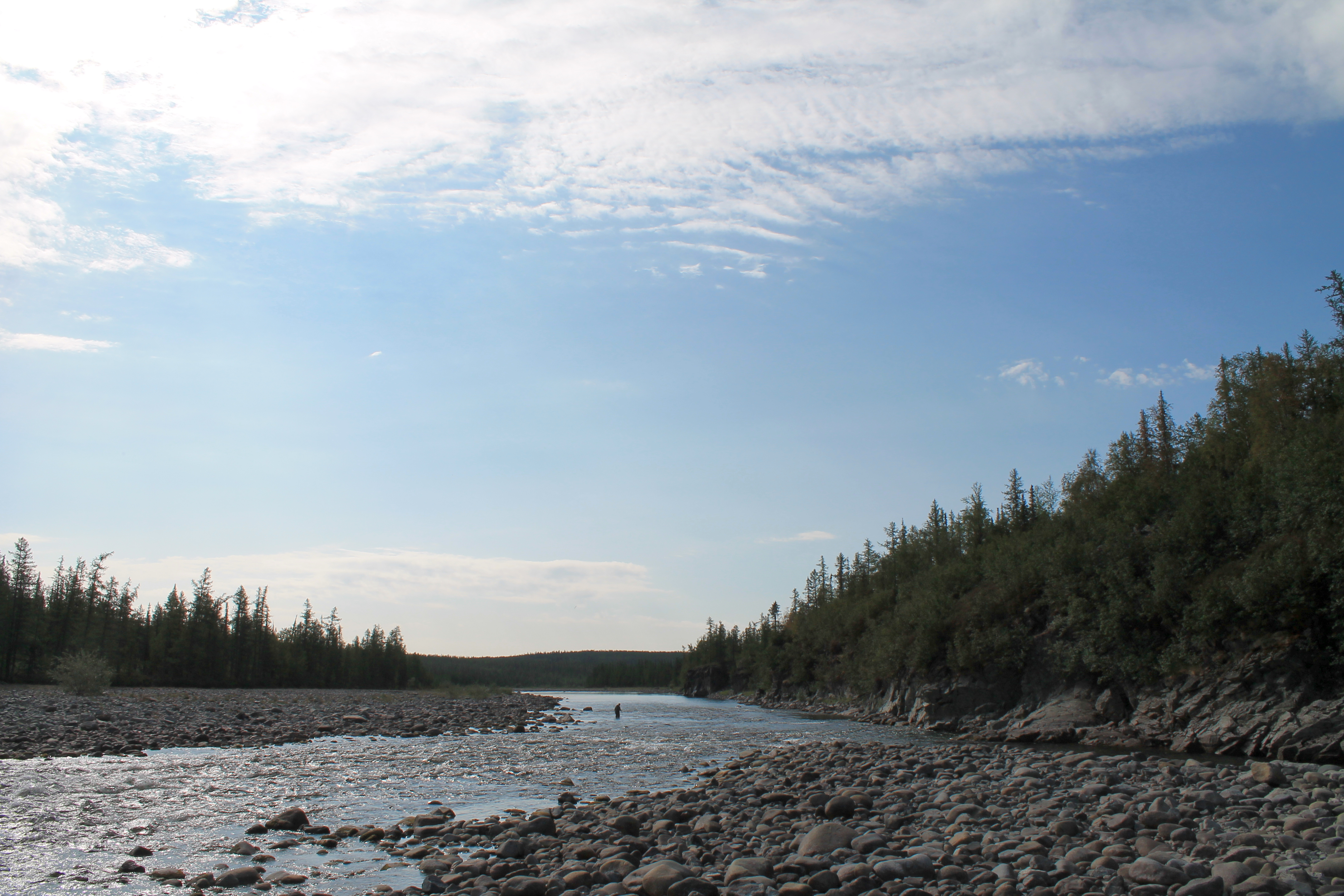
Исток Танью (слева воды Бурхойлы, Левой и Правой Пайеры, справа - Хойлы)
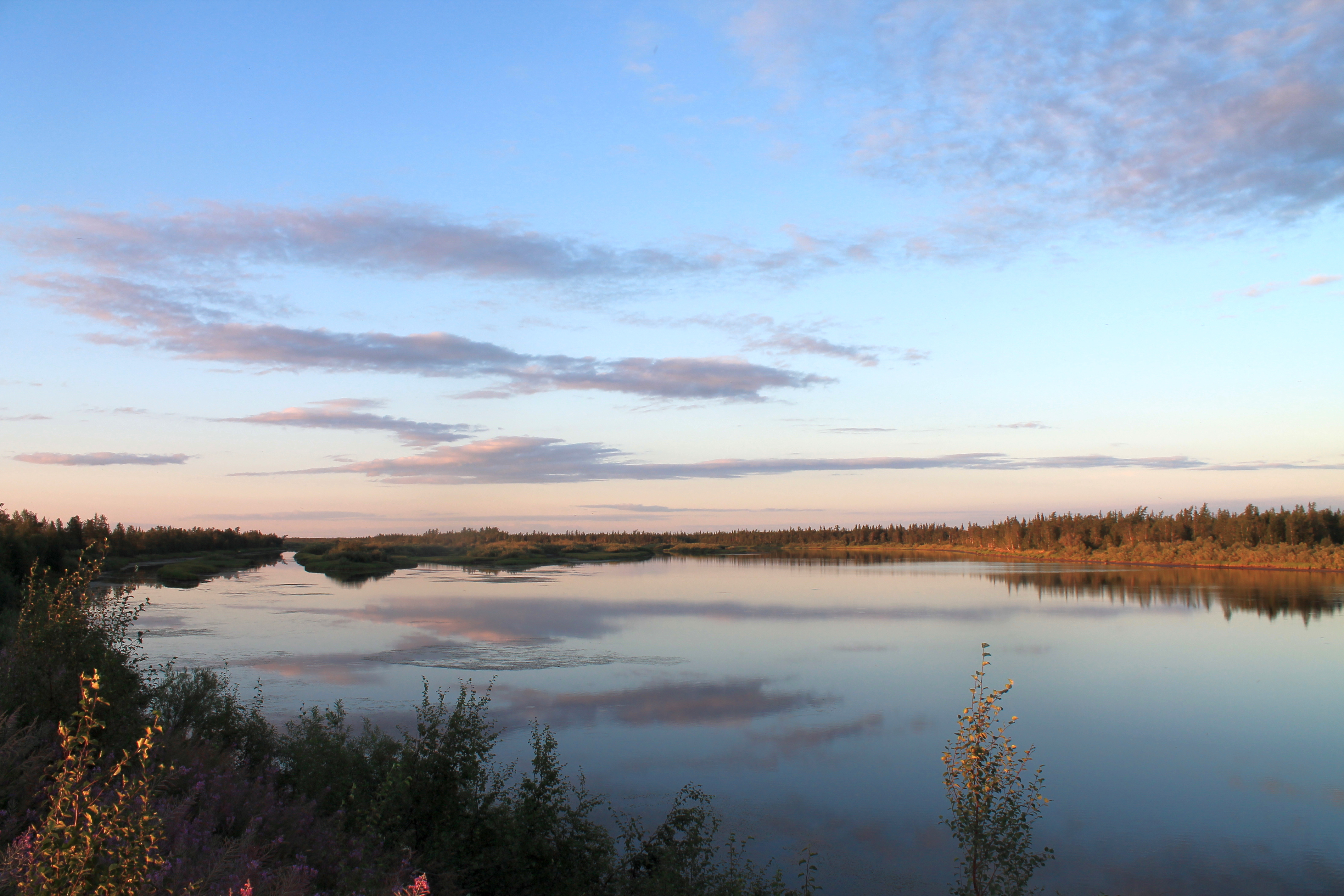
Танью в нижнем течении